# Kontextfreie Sprache
In der Theoretischen Informatik ist eine kontextfreie Sprache (englisch context-free language, CFL) eine formale Sprache, die durch eine kontextfreie Grammatik beschrieben werden kann. Eine kontextfreie Grammatik erlaubt einen definierten Leseprozess (Interpretation) von Ausdrücken einer formalen Sprache. Dabei kann zum einen entschieden werden, ob ein Ausdruck den Regeln der Grammatik entspricht, und zum anderen im Verlauf der Analyse ein Syntaxbaum erstellt werden. Ein Programm, das dies leistet, heißt Parser. Parser werden insbesondere zur Verarbeitung von Programmiersprachen verwendet. Auch in der Computerlinguistik versucht man, natürliche Sprachen durch Regeln kontextfreier Grammatiken zu beschreiben.
Kontextfreie Sprachen werden auch als Typ-2-Sprachen der Chomsky-Hierarchie bezeichnet. Die Klasse aller kontextfreien Sprachen beinhaltet die regulären Sprachen (Typ-3-Sprachen) und wird von der Klasse der kontextsensitiven Sprachen (Typ-1-Sprachen) umfasst.

## Charakterisierung
Die Klasse der kontextfreien Sprachen ist gleich der Klasse der von nichtdeterministischen Kellerautomaten akzeptierten Sprachen. Die von deterministischen Kellerautomaten akzeptierten Sprachen werden als deterministisch kontextfreie Sprachen bezeichnet und sind identisch mit der Klasse der LR(k)-Sprachen (vgl. LR(k)-Grammatik).
Man spricht deshalb von kontextfreien Sprachen, weil die Regeln der kontextfreien Grammatiken immer vom Kontext unabhängig angewendet werden, da jeweils auf den linken Seiten der Produktionsregeln nur ein Nichtterminal stehen darf. Das unterscheidet sie von kontextsensitiven Grammatiken, deren Regeln auch vom syntaktischen Kontext abhängen, also auf den linken Seiten der Produktionsregeln auch Kombinationen von Nichtterminalen und Terminalen stehen dürfen.

## Beispiele
Besteht ein Alphabet aus den Symbolen {\displaystyle a} und {\displaystyle b}, sind folgende Sprachen Beispiele für kontextfreie Sprachen:
- {\displaystyle L_{1}=\{a^{n}b^{n}\mid n\in \mathbb {N} \}}
- {\displaystyle L_{2}=\{vv^{\text{R}}\mid v{\text{ besteht aus beliebig vielen }}a{\text{s und }}b{\text{s}}\}}

Die Sprache {\displaystyle L_{1}} enthält die Wörter: {\displaystyle ab}, {\displaystyle aabb}, {\displaystyle aaabbb} usw., also immer so viele {\displaystyle a}s wie {\displaystyle b}s. Wählt man statt {\displaystyle a} und {\displaystyle b} die Symbole {\displaystyle (} und {\displaystyle )}, entspricht das der korrekt verschachtelten Klammerung: etwa {\displaystyle (())} oder {\displaystyle ((()))}.
Die Sprache {\displaystyle L_{2}} enthält die Wörter {\displaystyle aa}, {\displaystyle abba}, {\displaystyle abaaba}, {\displaystyle abbbba} usw., also alle symmetrischen Wörter. Da sie von vorne und hinten gelesen das gleiche Wort ergeben, sind es Palindrome.
Die Sprache {\displaystyle L_{3}=\{a^{n}b^{n}c^{n}\mid n\in \mathbb {N} \}} ist kontextsensitiv, aber nicht kontextfrei.
Kontextfreie Sprachen finden in der Definition der Syntax von Programmiersprachen Anwendung, es lassen sich zum Beispiel arithmetische Ausdrücke und allgemein korrekte Klammerstrukturen festlegen. Grenzen der kontextfreien Sprachen liegen bei kontextrelevanten Eigenschaften, wie z. B. der Typüberprüfung in Programmiersprachen, die sich nur durch kontextsensitive Grammatiken darstellen lassen. In der Praxis verwendet man aber kontextfreie Parser mit zusätzlichen Funktionen und Datenstrukturen.
In der Computerlinguistik werden mit kontextfreien Grammatiken natürliche Sprachen nachgebildet. Besteht ein Alphabet aus Wörtern einer Sprache, zum Beispiel {\displaystyle der,Baum,Satz}, kann man mit wenigen Regeln einfache Nominalphrasen konstruieren: Durch die Regeln {\displaystyle NP\rightarrow der\,N} und {\displaystyle N\rightarrow Baum\mid Satz} sind {\displaystyle der\,Baum} und {\displaystyle der\,Satz} korrekte Ausdrücke in der Grammatik.

## Eigenschaften
Die Klasse der kontextfreien Sprachen ist abgeschlossen unter der
- Vereinigung
- Spiegelung
- Konkatenation (Verkettung)
- kleeneschen Hüllenbildung
- Anwendung von Homomorphismen
- Inverser Anwendung von Homomorphismen
- Durchschnittbildung mit regulären Sprachen

Sie ist nicht abgeschlossen unter
- Durchschnitt
  - Gegenbeispiel: Die Sprachen {\displaystyle L=\{a^{n}b^{n}c^{m}\mid n,m\in \mathbb {N} _{0}\}} und {\displaystyle L'=\{a^{m}b^{n}c^{n}\mid n,m\in \mathbb {N} _{0}\}} sind kontextfrei. Aber {\displaystyle L\cap L'=\{a^{n}b^{n}c^{n}\mid n\in \mathbb {N} _{0}\}} ist nicht kontextfrei.
- Komplement
  - Widerspruchsbeweis: Es wurde bereits gezeigt, dass es kontextfreie Sprachen {\displaystyle L_{1},L_{2}} gibt, deren Schnitt {\displaystyle L_{1}\cap L_{2}} nicht kontextfrei ist. Seien kontextfreie Sprachen unter Komplementbildung abgeschlossen. Dann sind auch {\displaystyle {\overline {L_{1}}},{\overline {L_{2}}}} kontextfrei. Wegen der Abgeschlossenheit unter Vereinigung und De Morgan folgt, dass {\displaystyle {\overline {L_{1}}}\cup {\overline {L_{2}}}} und damit {\displaystyle {\overline {{\overline {L_{1}}}\cup {\overline {L_{2}}}}}=L_{1}\cap L_{2}} kontextfrei ist. Widerspruch: der Durchschnitt {\displaystyle L_{1}\cap L_{2}} wurde als nicht kontextfrei vorausgesetzt.
- Anwendung von logarithmisch platzbeschränkter Reduktion
- Symmetrischer Differenz

Der Abschluss unter Vereinigung lässt sich durch Konstruktion einer neuen, wiederum kontextfreien Grammatik nachweisen:
Seien {\displaystyle G_{1}=(N_{1},T_{1},\Pi _{1},\{S_{1}\})} und {\displaystyle G_{2}=(N_{2},T_{2},\Pi _{2},\{S_{2}\})} kontextfrei. Neues Startsymbol {\displaystyle S} und neue Produktion {\displaystyle S::=S_{1}|S_{2}}. {\displaystyle \Rightarrow L(G_{1})\cup L(G_{2})=L(G)} mit {\displaystyle G=(N_{1}\cup N_{2}\cup \{S\},T_{1}\cup T_{2},\{S::=S_{1}|S_{2}\}\cup \Pi _{1}\cup \Pi _{2},\{S\})}
Genauso kann man für zwei kontextfreie Sprachen die Abgeschlossenheit unter Konkatenation zeigen:  Seien {\displaystyle G_{1}=(N_{1},T_{1},\Pi _{1},\{S_{1}\})} und {\displaystyle G_{2}=(N_{2},T_{2},\Pi _{2},\{S_{2}\})} kontextfrei. Neues Startsymbol {\displaystyle S} und neue Produktion {\displaystyle S::=S_{1}S_{2}}. {\displaystyle \Rightarrow L(G_{1})L(G_{2})=L(G)} mit {\displaystyle G=(N_{1}\cup N_{2}\cup \{S\},T_{1}\cup T_{2},\{S::=S_{1}S_{2}\}\cup \Pi _{1}\cup \Pi _{2},\{S\})}
Auch die Anwendung von Kleene-* entspricht einer neuen, kontextfreien Grammatik:  Sei {\displaystyle G=(N,T,\Pi ,\{S\})} kontextfrei. Neues Startsymbol {\displaystyle S_{\text{neu}}} und neue Produktion {\displaystyle S_{\text{neu}}::=S_{\text{neu}}S}. {\displaystyle \Rightarrow L(G)^{*}=L(G_{1})} mit {\displaystyle G_{1}=(N\cup \{S_{\text{neu}}\},T,\{S_{\text{neu}}::=S_{\text{neu}}S|\epsilon \}\cup \Pi ,\{S_{\text{neu}}\})}
Jede reguläre Sprache ist auch kontextfrei, da jede reguläre Grammatik auch eine kontextfreie Grammatik ist. Es existieren kontextsensitive Sprachen, die nicht kontextfrei sind. Ein solches Beispiel ist {\displaystyle \{a^{n}b^{n}c^{n}\mid n\in \mathbb {N} _{0}\}}. Pumping-Lemmas existieren jeweils in verschiedenen Varianten für reguläre und kontextfreie Sprachen. Für kontextfreie Sprachen beschreiben sie notwendige, aber nicht hinreichende Eigenschaften. Der Nachweis, dass eine formale Sprachen nicht kontextfrei ist, wird in der Regel über die Verletzung dieser notwendigen Eigenschaften geführt. Oft wird die untersuchte Sprache zunächst durch den Schnitt mit einer regulären Sprache geeignet ausgedünnt. Dieses Vorgehen ist durch den oben genannten Abschluss unter Schnitt mit regulären Sprachen gerechtfertigt.
Ein offenes Problem ist die Frage, ob die Menge der primitiven Wörter kontextfrei ist. Dabei ist ein Wort über einem beliebigen Alphabet primitiv, wenn es keine Wiederholung eines anderen Wortes ist, also nicht die Form {\displaystyle w^{n}} für ein beliebiges anderes, nicht-leeres Wort {\displaystyle w} desselben Alphabetes und ein ganzzahliges {\displaystyle n\geq 2} hat.

## Typische Entscheidungsprobleme
Seien {\displaystyle L}, {\displaystyle L_{1}} und {\displaystyle L_{2}} gegebene kontextfreie Sprachen über dem Alphabet {\displaystyle \Sigma }. Dann ergeben sich folgende typische Problemstellungen:
- Wortproblem: Gehört ein Wort {\displaystyle w\in \Sigma ^{*}} zu {\displaystyle L}?
- Leerheitsproblem: Ist {\displaystyle L} die leere Menge?
- Endlichkeitsproblem: Ist {\displaystyle L} eine endliche Menge von Wörtern ({\displaystyle \left|L\right|<\infty })?

Die oben aufgezählten Probleme sind bei kontextfreien Sprachen entscheidbar (das Wortproblem durch den Cocke-Younger-Kasami-Algorithmus). Das Äquivalenzproblem ({\displaystyle L_{1}=L_{2}}) ist ab einschließlich dieser Stufe der Chomsky-Hierarchie nicht mehr entscheidbar.

## Weitergehende Eigenschaften
- DLIN {\displaystyle \subsetneq } DCFL {\displaystyle \subsetneq } CFL {\displaystyle \subsetneq } GCSL {\displaystyle \subsetneq } CSL
- REG {\displaystyle \subsetneq } DLIN {\displaystyle \subsetneq } LIN {\displaystyle \subsetneq } CFL
- Für jedes {\displaystyle n\in \mathbb {N} } gibt es Sprachen, die sich als Schnitt von {\displaystyle n} kontextfreien Sprachen darstellen lassen, aber nicht als Schnitt von {\displaystyle n-1} kontextfreien Sprachen.

## Natürliche Sprache
In der Linguistik werden kontextfreie Grammatiken auch zur Beschreibung der Syntax natürlicher Sprachen eingesetzt. Es wurde aber zum Beispiel für das Schweizerdeutsch nachgewiesen, dass die Sprache sich nicht vollständig mit einer solchen Grammatik beschreiben lässt. Vielfach werden aber in der Computerlinguistik kontextfreie Grammatiken (oder äquivalente Formalismen) mit zusätzlichen Datenstrukturen auch für Sprachen wie Schweizerdeutsch verwendet.